# Piazzali
Piazzali es una comuna  y población de Francia, en la región de Córcega, departamento de Alta Córcega.
Su población en el censo de 1999 era de 13 habitantes.

## Demografía
| 22 | 39 | 38 | 33 | 11 | 13 |
| Para los censos de 1962 a 1999 la población legal corresponde a la población sin duplicidades (Fuente: INSEE [Consultar]) |    |    |    |    |    |

- Datos: Q245732
- Multimedia: Piazzali / Q245732

1. ↑  Worldpostalcodes.org, código postal n.º 20234.
2. ↑  INSEE, Datos de población para el año 2012 de Piazzali (en francés).